# MALL
MALL‏ (Mal, T cell differentiation protein like) هوَ بروتين يُشَفر بواسطة جين MALL في الإنسان.